# Olek (artystka)
Agata Oleksiak (Olek lub Crocheted Olek, ur. 5 kwietnia 1978 w Rudzie Śląskiej) – artystka pochodzenia polskiego, tworząca tkaniny za pomocą szydełkowania i dekorująca nimi elementy przestrzeni publicznej. 
Urodziła się w Rudzie Śląskiej, uczęszczała do III Liceum Ogólnokształcącego im. Adama Mickiewicza w Katowicach. W latach 1997–2000 studiowała kulturoznawstwo na Uniwersytecie im. Adama Mickiewicza w Poznaniu. Pod kierunkiem Małgorzaty Hendrykowskiej napisała pracę Symbolika kostiumu w filmach Petera Greenewaya. Po uzyskaniu licencjatu wyjechała do Nowego Jorku, gdzie kontynuowała edukację w LaGuardia Community College. Szydełkowania nauczyła się w dzieciństwie, a podczas ubiegania się o wizę studencką, zdecydowała się przygotować pracę opartą na technice szydełkowania.
Tworzy tkaniny za pomocą szydełkowania, jej prace wystawiane są w muzeach, w galeriach, jak też w przestrzeni publicznej, często bez zezwolenia. W 2010 roku ubrała w tkaninę nowojorską rzeźbę Charging Bull (ustawioną przez jej twórcę Arturo Di Modica, również bez zezwolenia). Inną nowojorską rzeźbą udekorowaną przez Olek, była Ławeczka Jana Karskiego, pokryta złotą włóczką w piętnastą rocznicę śmierci Karskiego.
W Polsce Olek m.in. udekorowała lokomotywę przed łódzką Manufakturą w ramach projektu Stacja Tuwim, a także koparki ustawione przed Spodkiem w ramach Katowice Street Art Festival. W 2011 roku w Poznaniu, ramach festiwalu No Women No Art, pokryła włóczkową tkaniną pomnik Starego Marycha, dekoracja została spalona po czterech dniach ekspozycji.
Prace Olek są często zaliczane do yarnbombingu, lecz artystka odcina się od tej klasyfikacji.

## Wybrane wystawy indywidualne
- 2014 Reality, what a concept! Soho Grand Hotel, Nowy Jork
- 2014 Let’s Not Get Caught, Let’s Keep Going, Stolen Space Gallery, Londyn
- 2014 I haven’t a single explorer on my planet, White Walls Gallery, San Francisco
- 2013 Santa Ágatha, la torera, Delimbo Gallery, Sewilla
- 2013 The End Is Far, Jonathan LeVine Gallery, Nowy Jork
- 2012 I do not expect to be a mother but I do expect to die alone, Tony’s Gallery, Londyn
- 2011 The Bad Artists Imitate, The Great Artists Steal, Jonathan LeVine Gallery, Nowy Jork
- 2010 Knitting is For Pus****. Christopher Henry Gallery, Nowy Jork
- 2010 Kiss Me, I Crochet, LIU Gallery, Brooklyn
- 2010 99 Cents, G-Train, Brooklyn
- 2009 Just Bring Your Clothes, Chashama, Nowy Jork
- 2009 We Mock What We Don’t Understand, Marmara Gallery, Nowy Jork
- 2009 10% What Happens to You, 90% How You React to It, The Project Space, Brooklyn
- 2008 Text Machine, 45 Bleeker Street Theatre, Nowy Jork
- 2008 Plum Blossom is Beautiful. Blossom is Temporary, BBBP, Bronx[2]

## Galeria

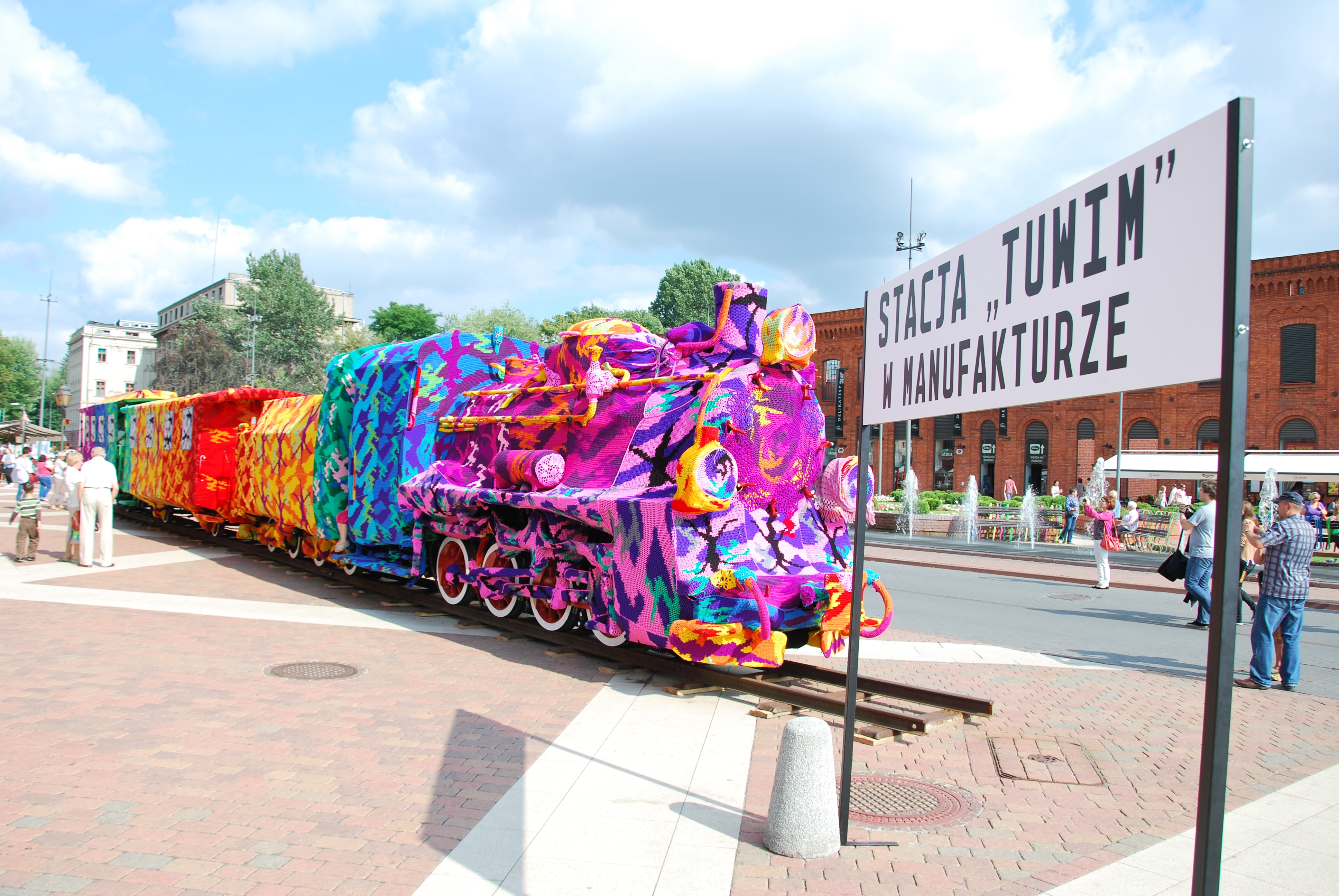
Projekt "Stacja Tuwim w Manufakturze", Manufaktura, Łódź, lipiec 2013
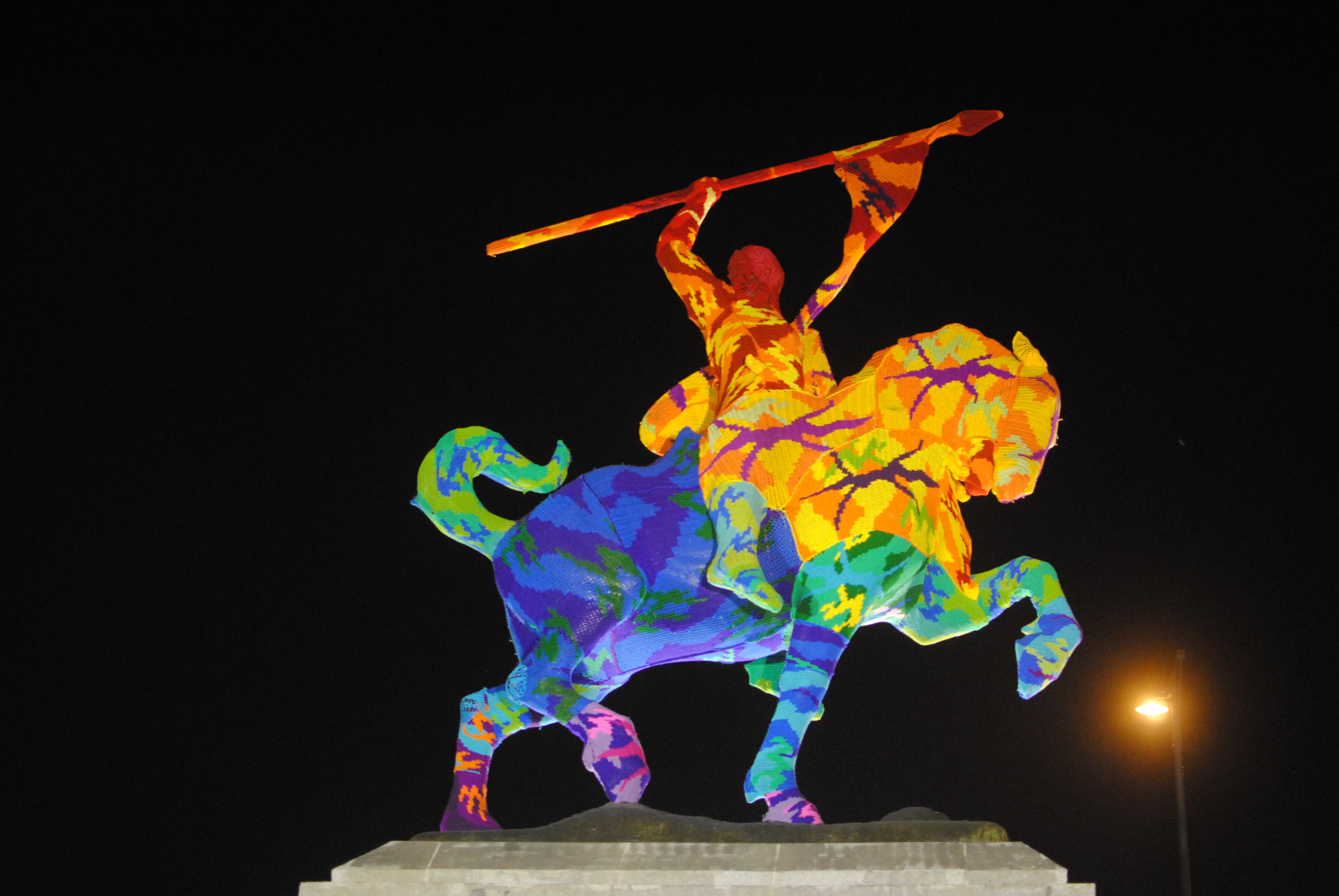
Rzeźba Cyda w Sewilli, listopad 2013
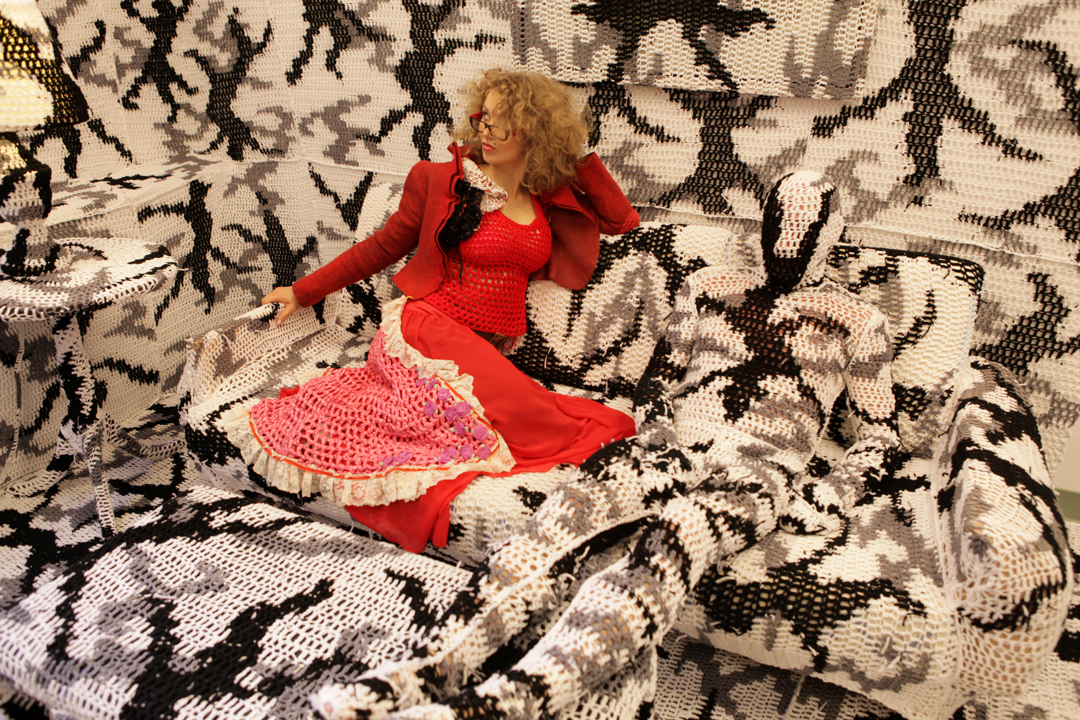
Olek w instalacji Homage to Keith Haring, 2011
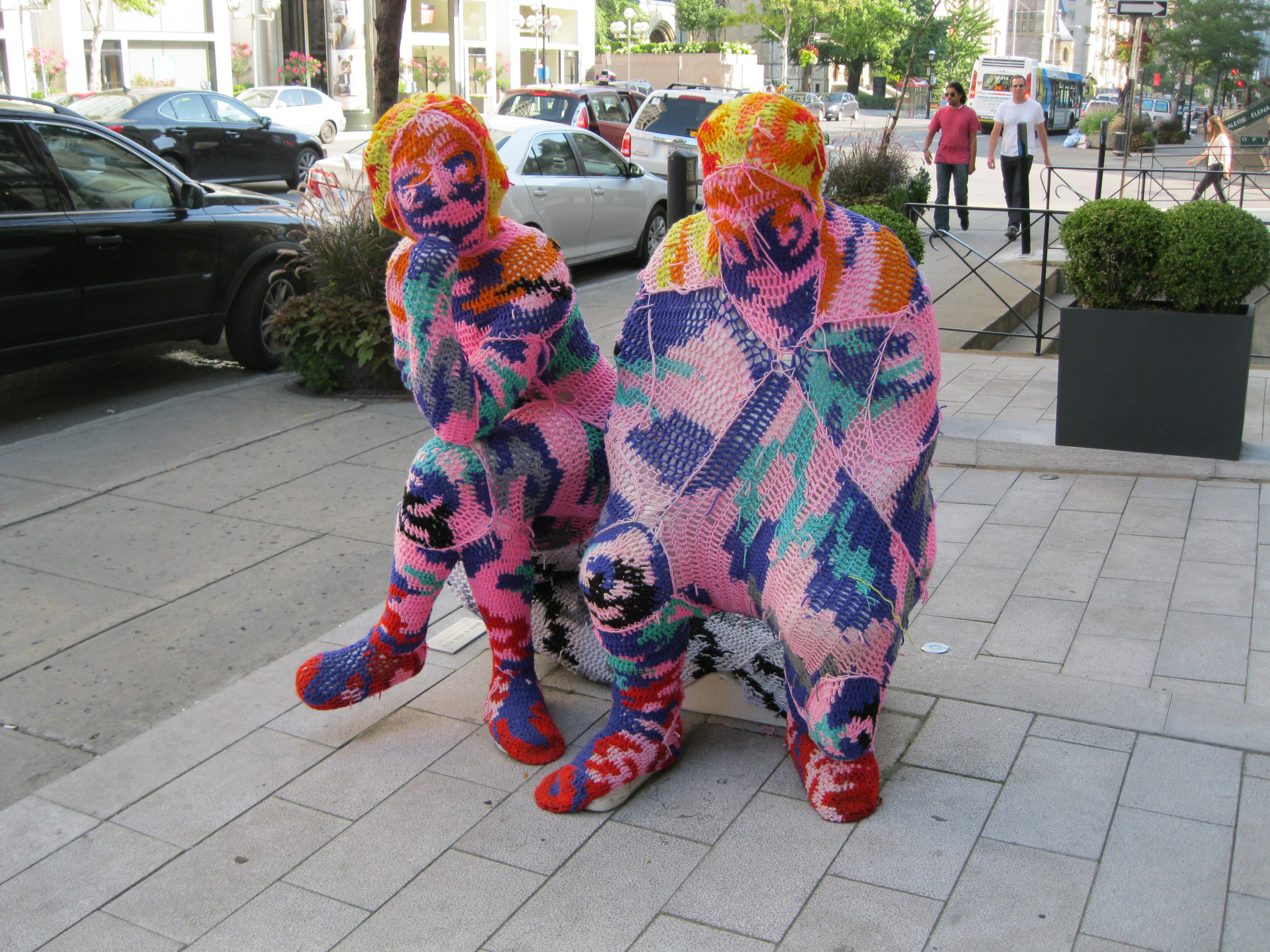
Rzeźba Marie & Jean Amel Chamandy, Montreal 2012
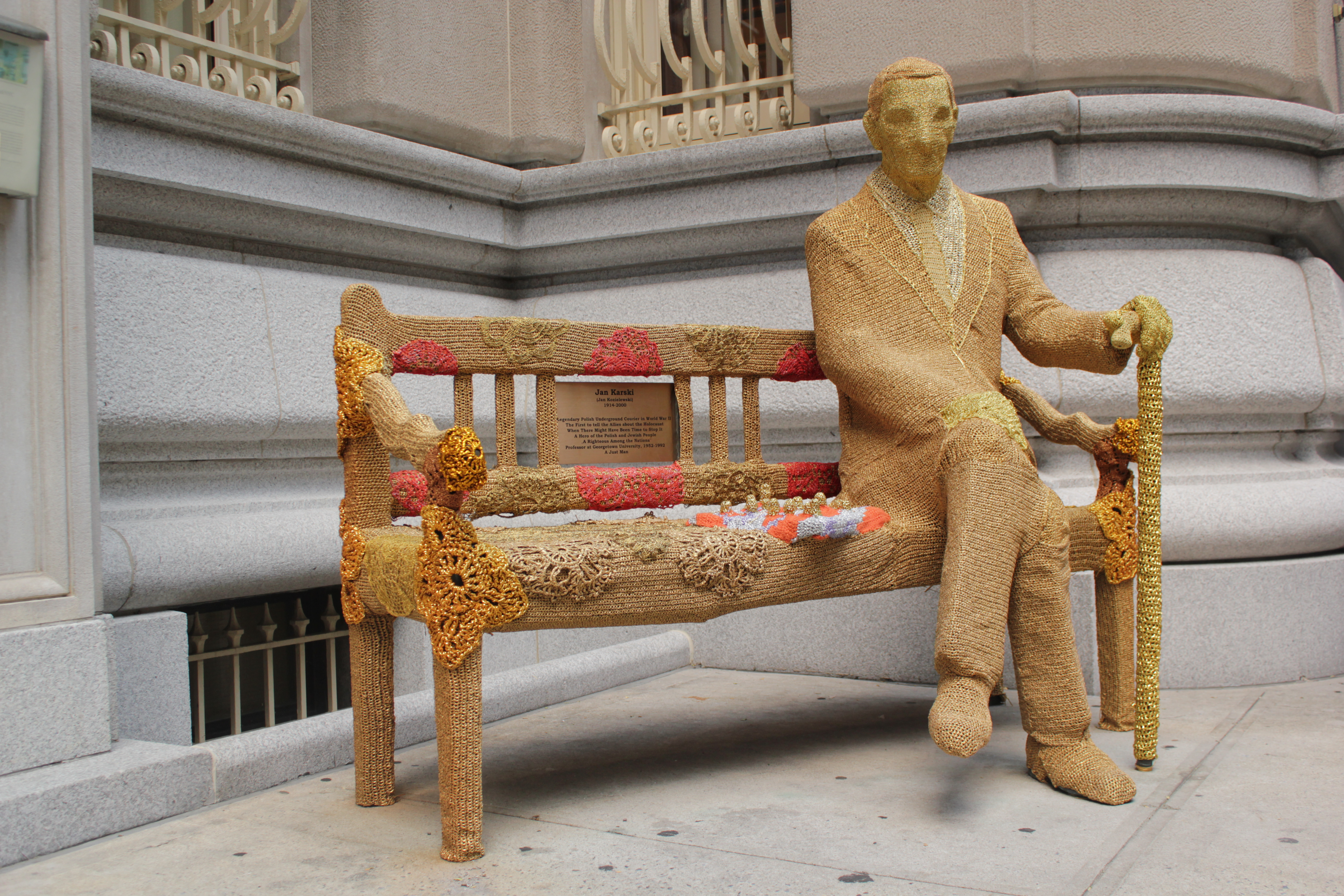
Ławeczka Jana Karskiego w Nowym Jorku, 2015